# 車内広告

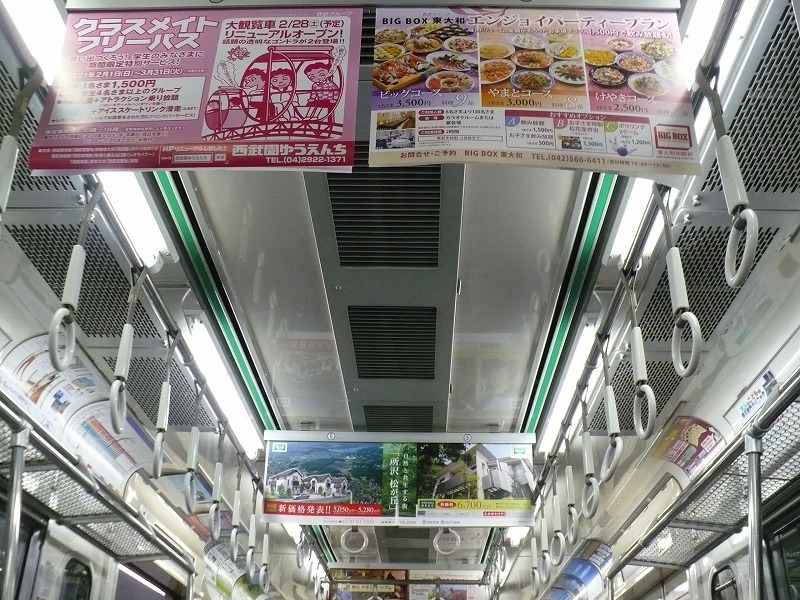
西武鉄道における広告の例

車内広告（しゃないこうこく）とは、鉄道やバス、タクシーなどの公共交通機関の車両内にある広告。
通路に沿って吊り下げる横長の長方形の紙による吊り広告（中吊り広告）や、窓上、ドア横、つり革などに広告スペースが設定されていて、交通機関事業者から期間単位で、広告枠として販売されている。近年では、動画を組み込んだデジタルサイネージもある。

## 歴史
日本では1878年（明治11年）3月11日に、鉄道局によって児玉少介の乗り物酔止薬「鎮嘔丹」の広告が交通広告第1号として列車内への掲出が許可された。これは車内の「まど上」広告と見られ、つり下げられる「中づり」広告は1879年（明治18年）頃、馬車鉄道に初登場した。
1890年（明治23年）の外報では、フランスにおいて鉄道列車内の広告を特権的に扱う大会社が組織され、間もなく営業が開始されることが報告されている。
1894年（明治27年）頃の日本の車内広告の料金は、半紙版1日30銭から大きさ・期間によって27円を超えるものまでさまざまあった。交通広告は1897年から1906年頃の明治30年代半ばから広告媒体として評価を高め、地位を確立した。
鉄道省の鉄道有料広告は1910年（明治43年）よりはじまったが、風致を害するという理由などで1924年（大正13年）8月末限りで廃止されていた。しかし、不況により鉄道収入が減少したため、その対策として1927年（昭和2年）9月より再開されることになった。

## 車両による形態

### 鉄道車両

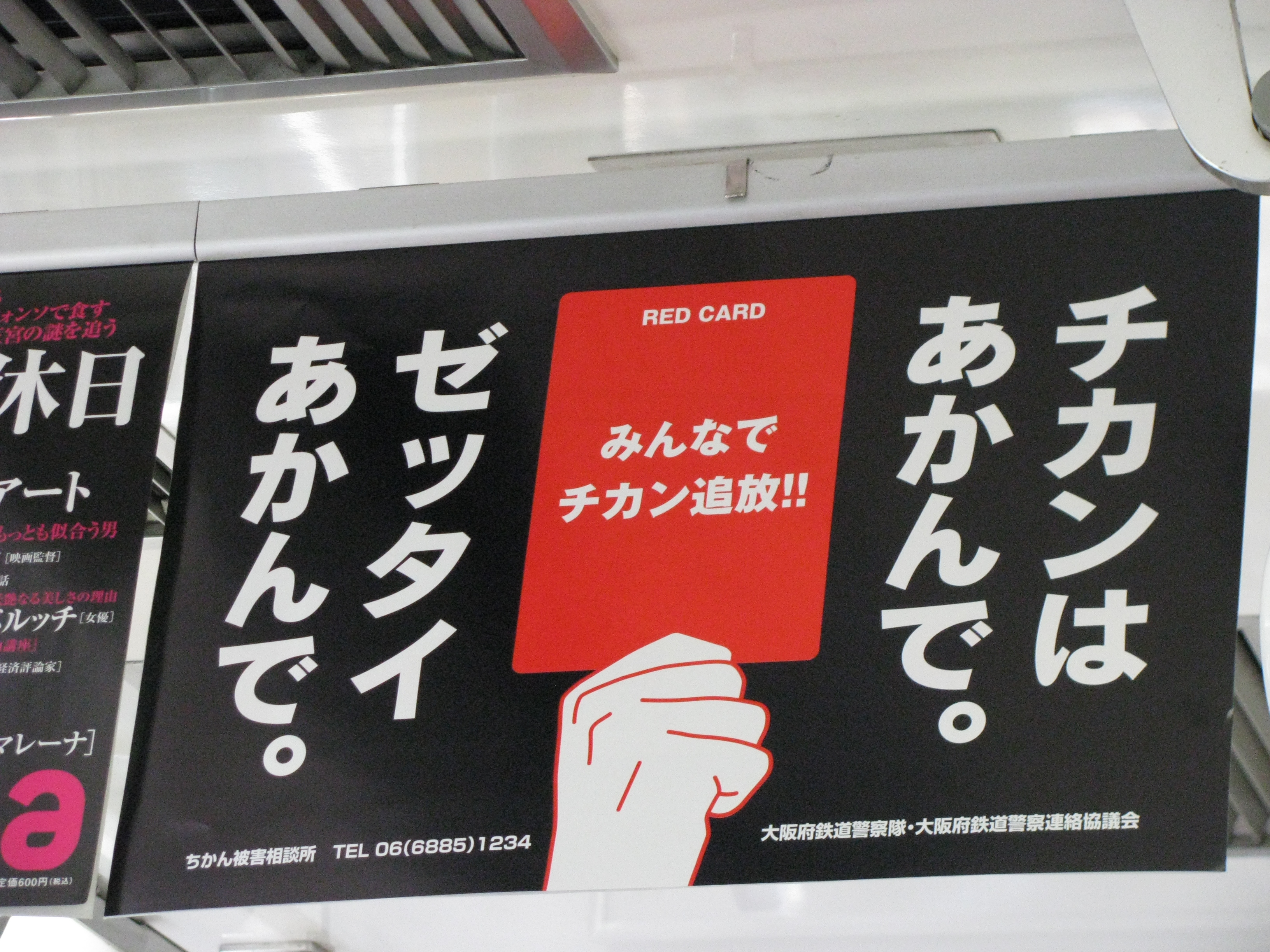
車内犯罪撲滅に関するの広告

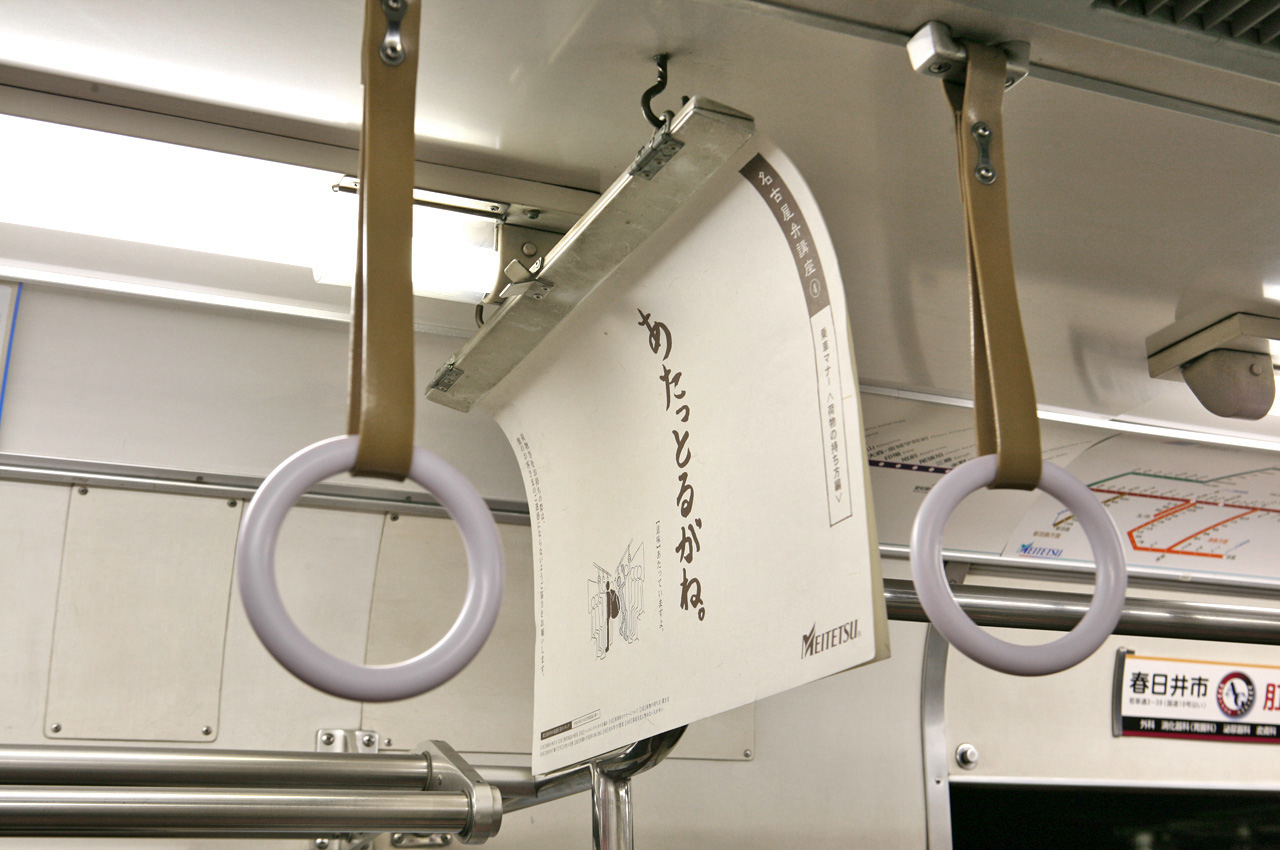
名古屋鉄道のマナー広告
車両の天井が低いため、吊り方に工夫が見られる。

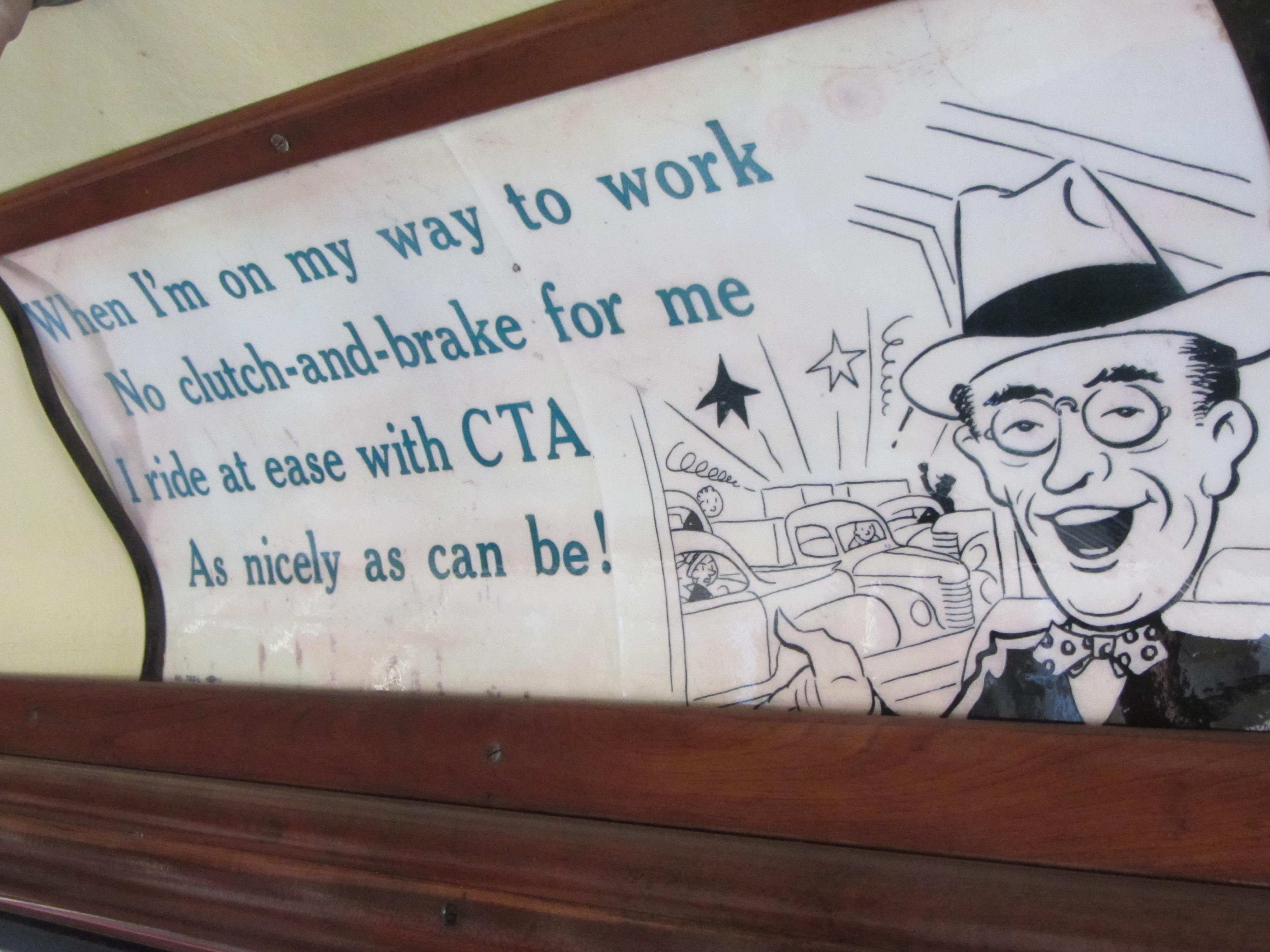
シカゴ交通局の路面電車の窓上に掲出されていた、電車の利便性を訴える広告（保存車のもの）

- 中吊り広告
車両通路中央の天井部から吊り下げられている広告[7][8]。
- ドア横ポスター
戸袋部の目線の高さにあるポスターまたはステッカーで、乗降のたびに目にするため訴求効果が高い[7][8]。

戸袋窓のない車両では、車両の外側にも広告ステッカーが貼られることがある。
- 窓上額面ポスター
車両の窓の上部に掲出される[7][8]。窓上は、ポスターの裏面にボール紙を貼って補強して貼る車両も、広告枠にプラスチックの留め具がついていて、ポスターを固定するタイプの車両もある。
- ドアステッカー（ドアガラスステッカー）
ドア窓に貼るステッカーで、乗降のたびに目にするため広告効果が高い[7][8]。

ドア窓の低い位置に貼付されるものは、ドアに手をついて外を眺めている子供が開扉時に手を戸袋に引き込まれる事故を防ぐ目隠しでもある。
- 窓ステッカー（窓ガラスステッカー）
車窓のガラス面にあるステッカー[7][8]。
- ツインステッカー
ドアの扉窓の上部にあるステッカーで左右の扉2枚で1組になっている[7][8]。
- 吊手広告（アドストラップ）
つり革の上部に取り付ける広告[7][8]。
- 妻窓ステッカー（妻窓ポスター）
車両連結部の窓（妻窓）に貼られる広告[7]。
- 車内液晶モニター[7]

### バス車両
- 車内ポスター広告

車窓の上部にある広告。
- 運転席後部広告（運転台後部広告）

運転席の後部の掲示スペースに出される広告。
- 天吊板

バスの車内天井に掲出する広告。

## 吊り広告

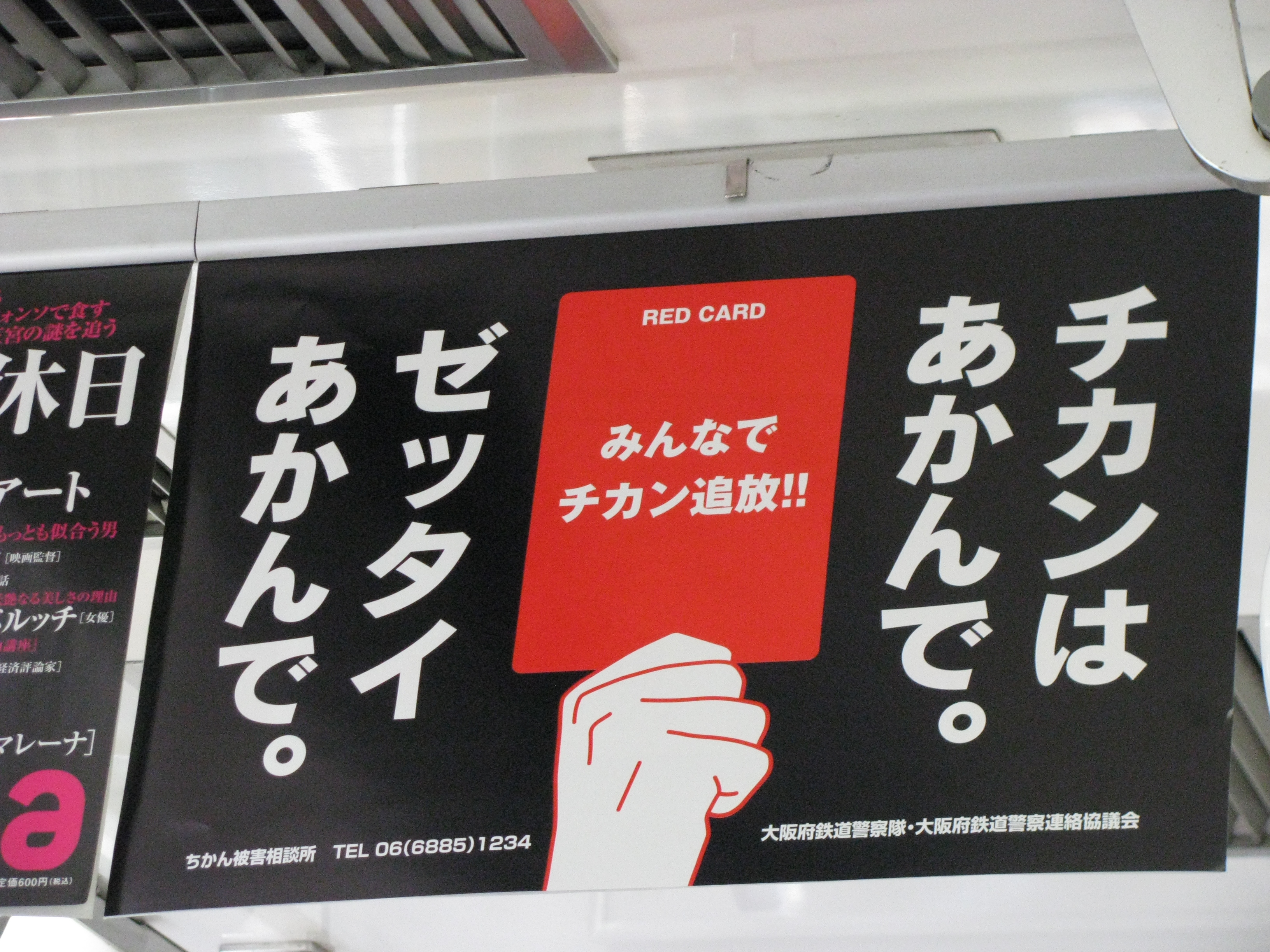
中吊り広告の例（車内犯罪撲滅に関する広告）

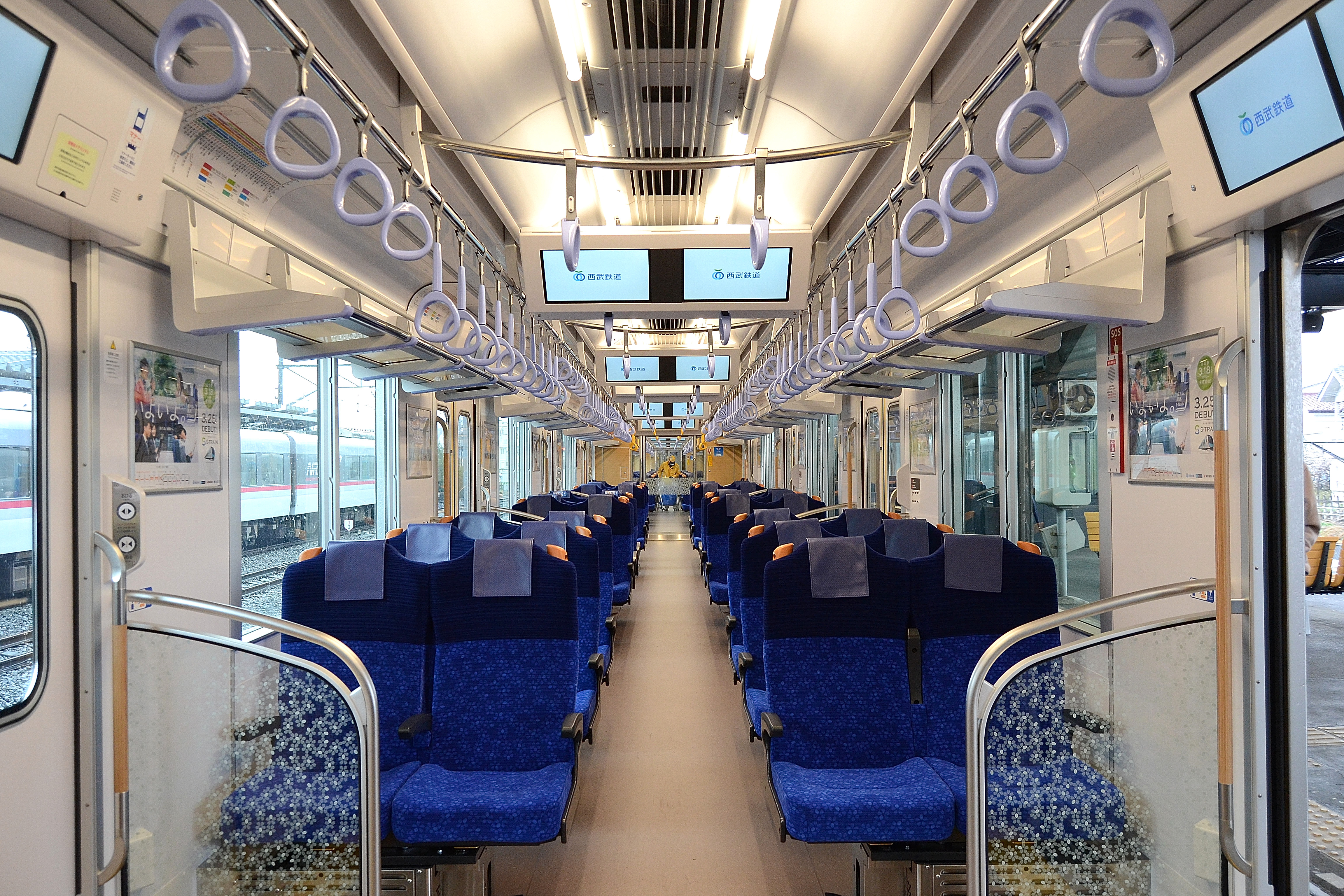
西武40000系電車のデジタルサイネージ

車両通路中央の天井部から吊り下げられている。材質は薄い紙である場合が多く、通常表面は平らであるが、ぬいぐるみや製品の模型のような立体物を貼り付けるなど、工夫を凝らしたものもある。
西武40000系電車のようにデジタルサイネージ化しているものもある。一方、保有車両が数両の私鉄では、手描きの吊り広告も存在する。
その前にものが置かれて見えなくなるということがないため、窓上額面ポスター（網棚の向こうにある広告）と比べて優位性がある。
中吊り広告は張り替えの頻度が高い。そのため、情報が頻繁に入れ替わる業態、すなわち定期的に刊行する雑誌や新聞、また季刊セールや限定フェアが多い百貨店などの広告が多く見られる。ビジネス客を狙ったビジネス本、自己啓発、週刊誌等の広告も多い。
阪急電鉄では、週刊誌の広告が掲出されていない。これは、週刊誌の広告に関し公共交通機関である電車にふさわしくない内容が含まれる場合があっても、広告の内容を個別にチェックすることができないため、週刊誌と一切契約していないからである。
2021年、『週刊文春』は8月26日発売号を最後に首都圏の電車向けの中吊り広告を廃止すると発表した。『週刊新潮』も東京メトロに掲載している中吊り広告を2021年9月30日発売号を以て終了することを発表した。『週刊ポスト』は2015年に『週刊現代』は2017年にそれぞれ中吊り広告を終了しており、『週刊新潮』の中づり終了により、実売部数上位の主要週刊誌4誌の中吊り広告は姿を消すことになる。
週刊誌の中吊り広告終了の理由としては、週刊誌自体の需要減退に加え、車内でスマートフォンを見る乗客が増え広告を見なくなったり、読者層が高齢化して退職し電車を利用しなくなったことが挙げられている。

### 照明付き広告
帝都高速度交通営団（営団地下鉄）では1968年（昭和43年）に千代田線向けに試作した6000系1次試作車において、当時海外の地下鉄で使用していた厚紙による窓上額面ポスターを、アクリル天井板の裏側から照明（蛍光灯）で照らして目立たせる「照明付き広告」（照明広告）を試作した。同時期に製造した銀座線用の1500N形にも正式採用した。
しかし、静電気によるホコリ付着や期待したほどの効果がなかったことから、6000系1次試作車は営業運転開始前に、1500N形は後年に撤去している。

## メディアライナー
電車などで車内広告をすべて一社で独占する形態はメディアライナー（広告貸切電車）などと呼ばれる。中吊り広告のみ一社のクライアントが独占する形態もある。

## ギャラリー

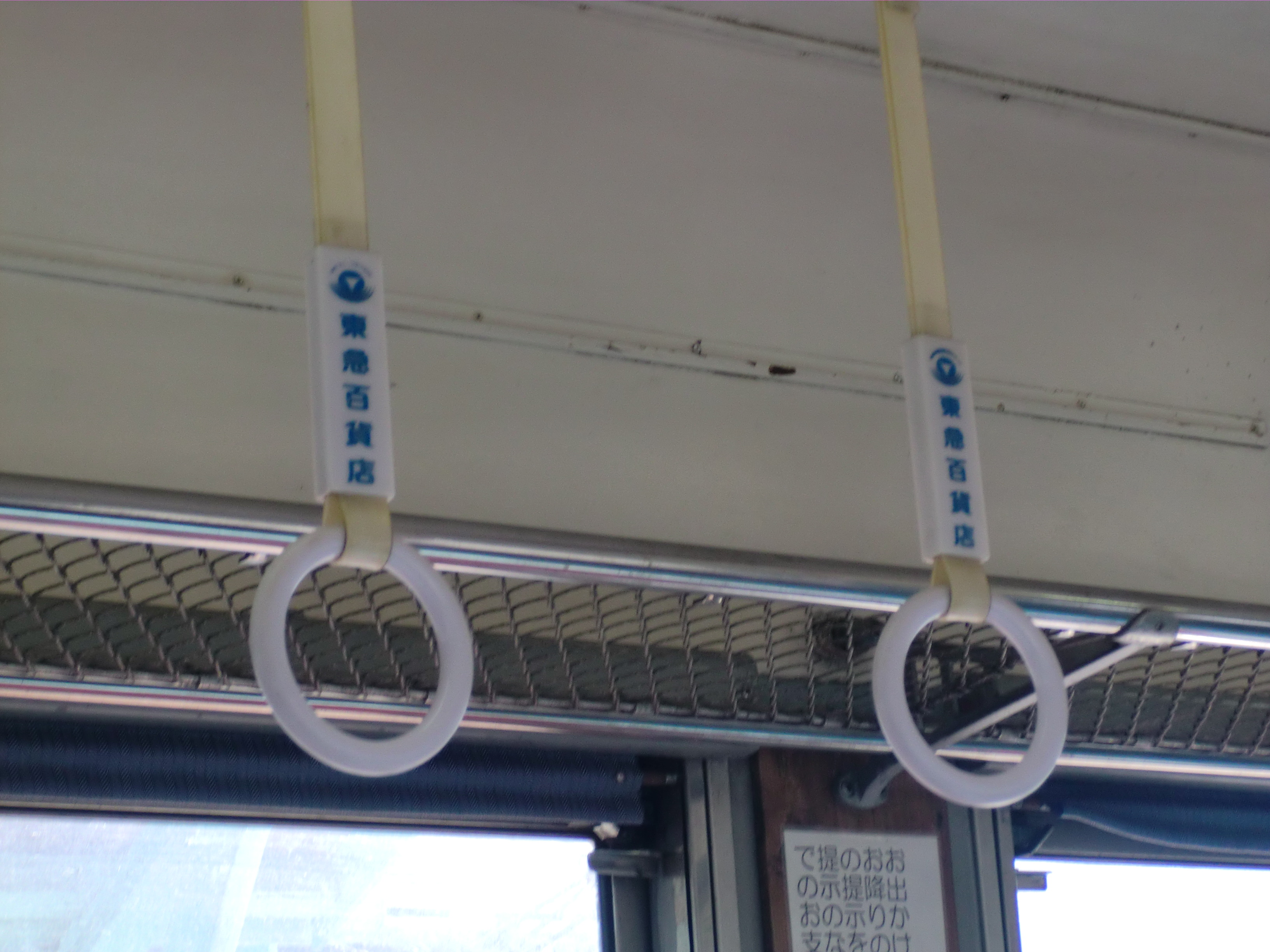
つり革（東京急行電鉄→熊本電気鉄道）
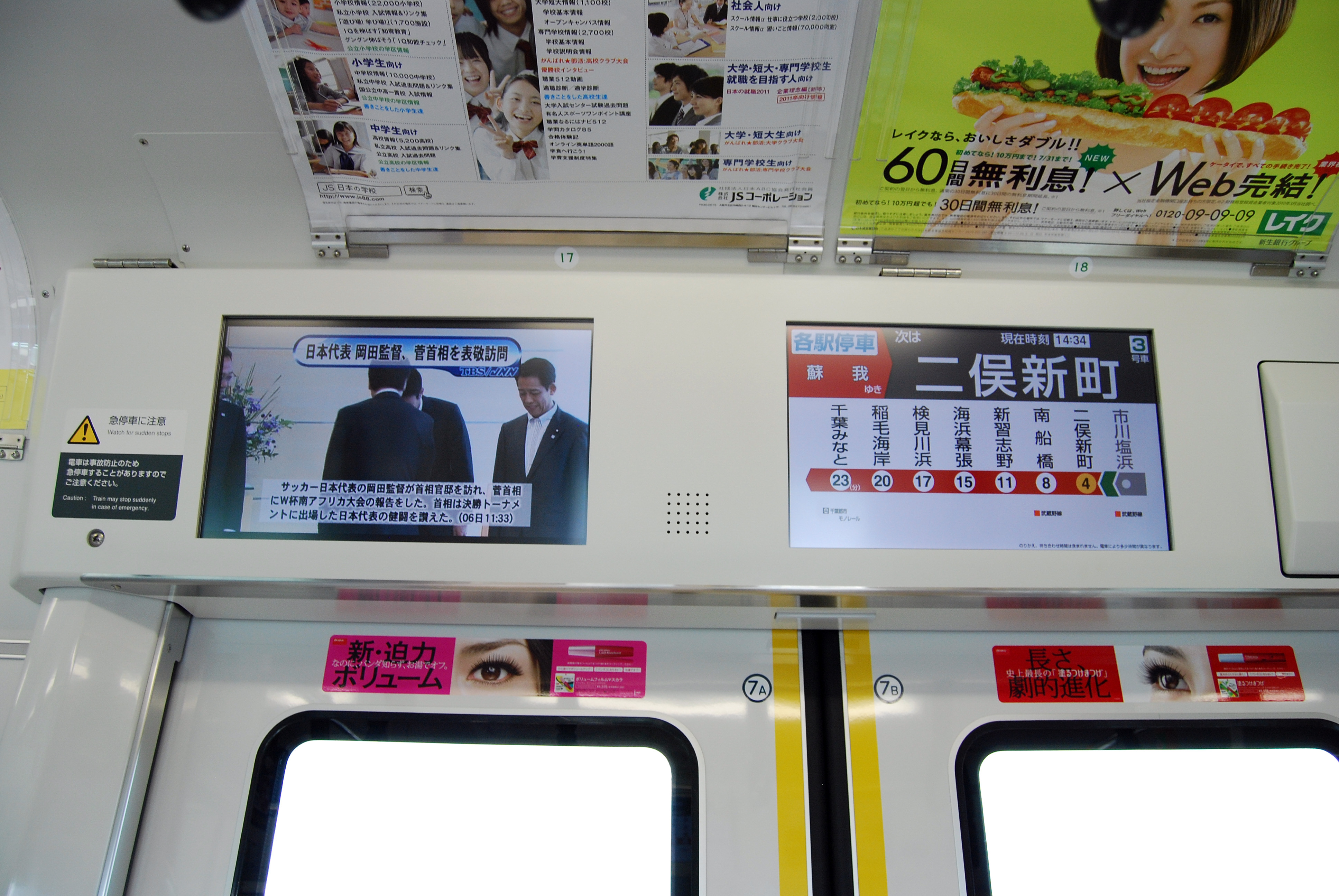
ドア周り（JR東日本）
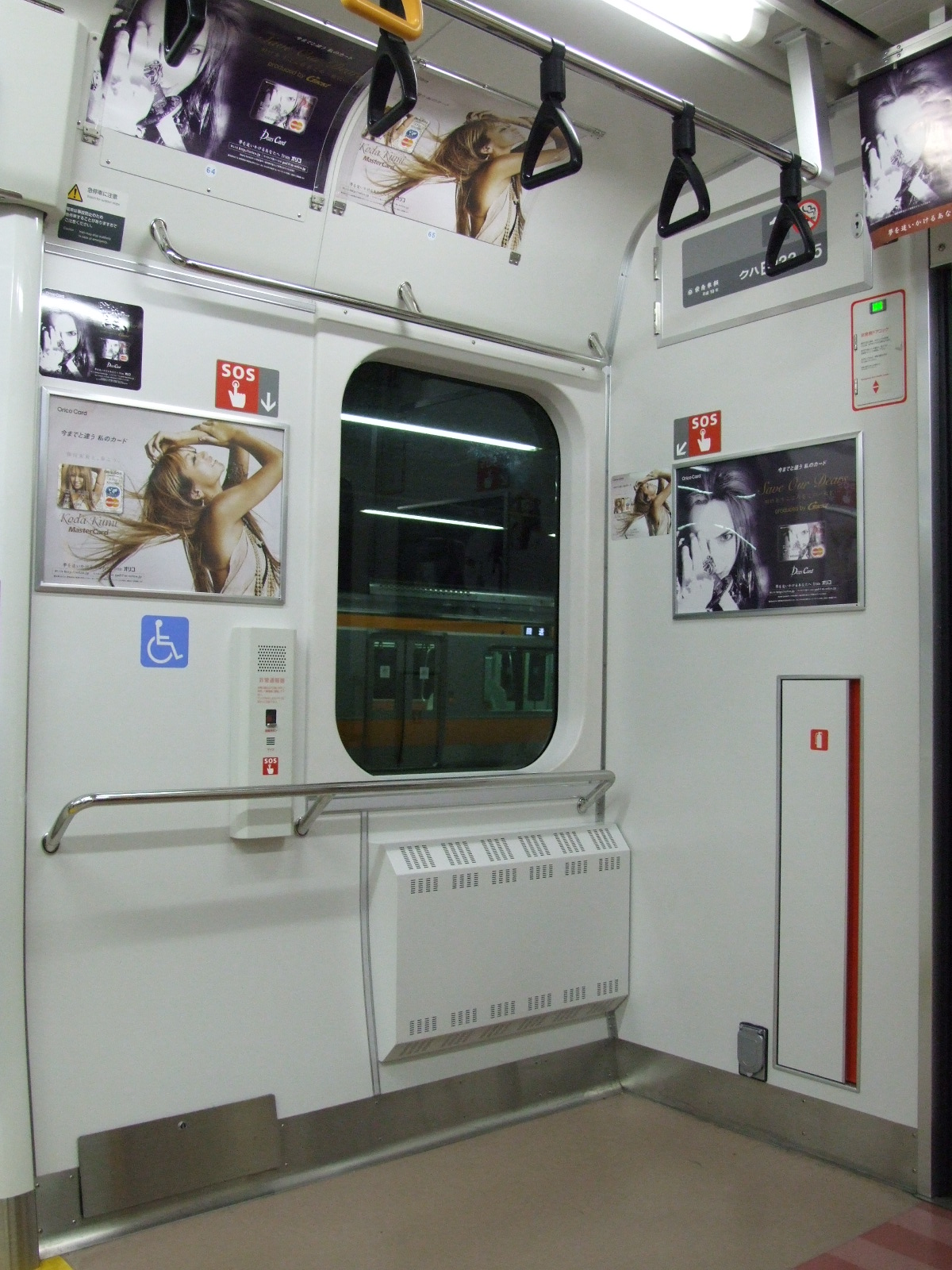
車椅子スペース・優先席付近（JR東日本）